# Championnat de Roumanie de hockey sur glace
La Liga Națională de hochei est le championnat élite de hockey sur glace en Roumanie. Pour la saison 2019-2020, elle comprend sept équipes.

## Équipes actuelles
Les équipes engagées pour la saison 2019-2020 :
- Steaua Bucarest
- HSC Csíkszereda
- Progym Gheorghieni
- Corona Brașov
- Dunărea Galați
- Sportul Studențesc Bucarest
- Marton Aron Sândominic

## Palmarès
- 1924 : Brașovia Brașov
- 1925 : Non disputé
- 1926 : Non disputé
- 1927 : HC Bucarest
- 1928 : HC Bucarest
- 1929 : HC Bucarest
- 1930 : Tenis Club Bucarest
- 1931 : Tenis Club Bucarest
- 1932 : Tenis Club Bucarest
- 1933 : Tenis Club Bucarest
- 1934 : Tenis Club Bucarest
- 1935 : Tenis Club Bucarest
- 1936 : Bragadiru Bucaresti
- 1937 : Tenis Club Bucarest
- 1938 : Dragons Voda Cernauti
- 1939 : Non disputé
- 1940 : Rapid Bucarest
- 1941 : Juventus Bucarest
- 1942 : Non disputé
- 1943 : Non disputé
- 1944 : Venus București
- 1945 : Juventus Bucarest
- 1946 : Juventus Bucarest
- 1947 : Ciocanul Bucarest (Dinamo Bucarest)
- 1948 : Non disputé
- 1949 : SC Miercurea-Ciuc (Arintul IPEIL)
- 1950 : Locomotiva RATA
- 1951 : Locomotiva RATA
- 1952 : SC Miercurea Ciuc (Arintul IPEIL)
- 1953 : Steaua Bucarest (CCA Bucarest)
- 1954 : Știința Cluj
- 1955 : Steaua Bucarest (CCA Bucarest)
- 1956 : Steaua Bucarest (CCA Bucarest)
- 1957 : SC Miercurea Ciuc (Recolta Miercurea Ciuc)
- 1958 : Steaua Bucarest (CCA Bucarest)
- 1959 : Steaua Bucarest (CCA Bucarest)
- 1960 : SC Miercurea Ciuc (Vonta Miercurea Ciuc)
- 1961 : Steaua Bucarest (CCA Bucarest)
- 1962 : Steaua Bucarest (CCA Bucarest)
- 1963 : SC Miercurea Ciuc (Vonta Miercurea Ciuc)
- 1964 : Steaua Bucarest
- 1965 : Steaua Bucarest
- 1966 : Steaua Bucarest
- 1967 : Steaua Bucarest
- 1968 : Dinamo Bucarest
- 1969 : Steaua Bucarest
- 1970 : Steaua Bucarest
- 1971 : Dinamo Bucarest
- 1972 : Dinamo Bucarest
- 1973 : Dinamo Bucarest
- 1974 : Steaua Bucarest
- 1975 : Steaua Bucarest
- 1976 : Dinamo Bucarest
- 1977 : Steaua Bucarest
- 1978 : Steaua Bucarest
- 1979 : Dinamo Bucarest
- 1980 : Steaua Bucarest
- 1981 : Dinamo Bucarest
- 1982 : Steaua Bucarest
- 1983 : Steaua Bucarest
- 1984 : Steaua Bucarest
- 1985 : Steaua Bucarest
- 1986 : Steaua Bucarest
- 1987 : Steaua Bucarest
- 1988 : Steaua Bucarest
- 1989 : Steaua Bucarest
- 1990 : Steaua Bucarest
- 1991 : Steaua Bucarest
- 1992 : Steaua Bucarest
- 1993 : Steaua Bucarest
- 1994 : Steaua Bucarest
- 1995 : Steaua Bucarest
- 1996 : Steaua Bucarest
- 1997 : SC Miercurea Ciuc
- 1998 : Steaua Bucarest
- 1999 : Steaua Bucarest
- 2000 : SC Miercurea Ciuc
- 2001 : Steaua Bucarest
- 2002 : Steaua Bucarest
- 2003 : Steaua Bucarest
- 2004 : SC Miercurea Ciuc
- 2005 : Steaua Bucarest
- 2006 : Steaua Bucarest
- 2007 : SC Miercurea Ciuc
- 2008 : SC Miercurea Ciuc
- 2009 : SC Miercurea Ciuc
- 2010 : SC Miercurea Ciuc
- 2011 : SC Miercurea Ciuc
- 2012 : SC Miercurea Ciuc
- 2013 : SC Miercurea Ciuc
- 2014 : Corona Brașov
- 2015 : Dunărea Galați
- 2016 : Dunărea Galați
- 2017 : Corona Brașov
- 2018 : HSC Csíkszereda
- 2019 : Corona Brașov
- 2020 : pas de champion
- 2021 : Corona Brașov

## Records
- 40 : Steaua Bucarest
- 10 : SC Miercurea-Ciuc
- 8 : Dinamo Bucarest/Ciocanul Bucarest
- 5 : Corona Brașov
- 5 : Tenis Club Bucarest
- 4 : Juventus Bucarest
- 3 : HC Bucarest
- 2 : Telefon Club Bucarest
- 2 : Locomotiva RATA
- 2 : Dunărea Galați
- 1 : Brasovia Brașov
- 1 : Bragadiru Bucarest
- 1 : Dragons Voda Cernăuți
- 1 : Venus Bucarest
- 1 : Rapid Bucarest
- 1 : Știința Cluj-Napoca